# Dictyochaetopsis intermedia
Dictyochaetopsis intermedia är en svampart som först beskrevs av Rambelli, och fick sitt nu gällande namn av Aramb. & Cabello 1990. Dictyochaetopsis intermedia ingår i släktet Dictyochaetopsis och familjen Chaetosphaeriaceae.   Inga underarter finns listade i Catalogue of Life.